# TPz Fuchs
TPz 1 Fuchs (з нім. — «Лис»; Бронетранспортер Фукс) — німецький колісний бронетранспортер-амфібія. Був прийнятий на озброєння Бундесверу 1979 року і разом з американським M113 є основним засобом транспортування піхоти на полі бою. На його основі створено декілька модифікацій різного призначення. З 2009 року Бундесвер розпочав заміну на GTK Boxer, RS PARA RASIT з радаром RASIT буде замінюватись ATF Dingo з новим радаром BÜR. Заміну заплановано завершити до 2025 року.

## Історія

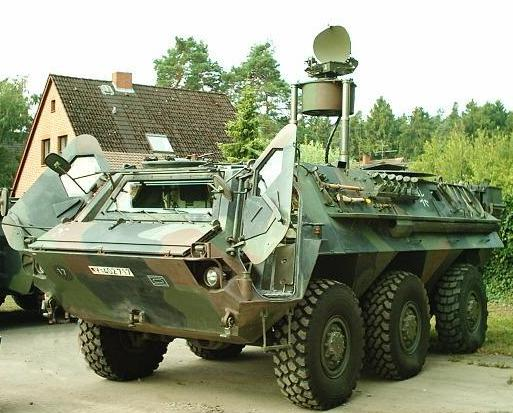
TPz 1 Fuchs розвідувальний з радаром Rasit

Розвиток БТР розпочали 1961 в ході планового розвитку другого покоління колісних повнопривідних транспортерів Бундесверу. Daimler-Benz 1962 отримав контракт на розробку концепції машини (прототип LG493). 1964 почались тестові випробовування 6 прототипів вагою 7 т і 10 т (Unimog SH, T) і плавучих швейцарської компанії Mowag. Того ж року була створена нова концепція згідно стандартів НАТО і Міністерство оборони ФРН оголосило конкурс 1964 на створення колісних БТР: транспортера з колісною формулою 6×6, розвідувальної машини 8×8 і патрульної 4×4. У конкурсі взяли участь консорціум компаній Büssing, Henschel, Deutz AG, Krupp i Maschinenfabrik Augsburg-Nürnberg та 1966 Daimler-Benz. Два прототипи презентували 1968, а 1969 Бундесвер змінив умови конкурсу, вимагаючи панцирний позашляховий плавучий транспортер з захистом від ЗМУ масою до 4 т і вантажопідйомністю 2 т. Daimler-Benz отримав замовлення на дальший розвиток БТР 4×4 (пізніша UR-425 Condor), 6×6, 8×8 (пізніша БРМ SpPz 2 Luchs). З 1973 розпочали подальший розвиток універсального панцирного транспортера. 10 прототипів Transportpanzer 1 надали Федеральному агентству оборонної техніки для тестування. Transportpanzer 1 (TPz 1), Transportpanzer 2 (4×4) і легкий Spähpanzer 3 (4×4) надали 1979 для серійного виробництва компанією Henschel-Werke. До 1993 виготовили 1031 TPz 1 Fuchs, які замінили БТР SPz Hotchkiss і M113.

### Конструкція

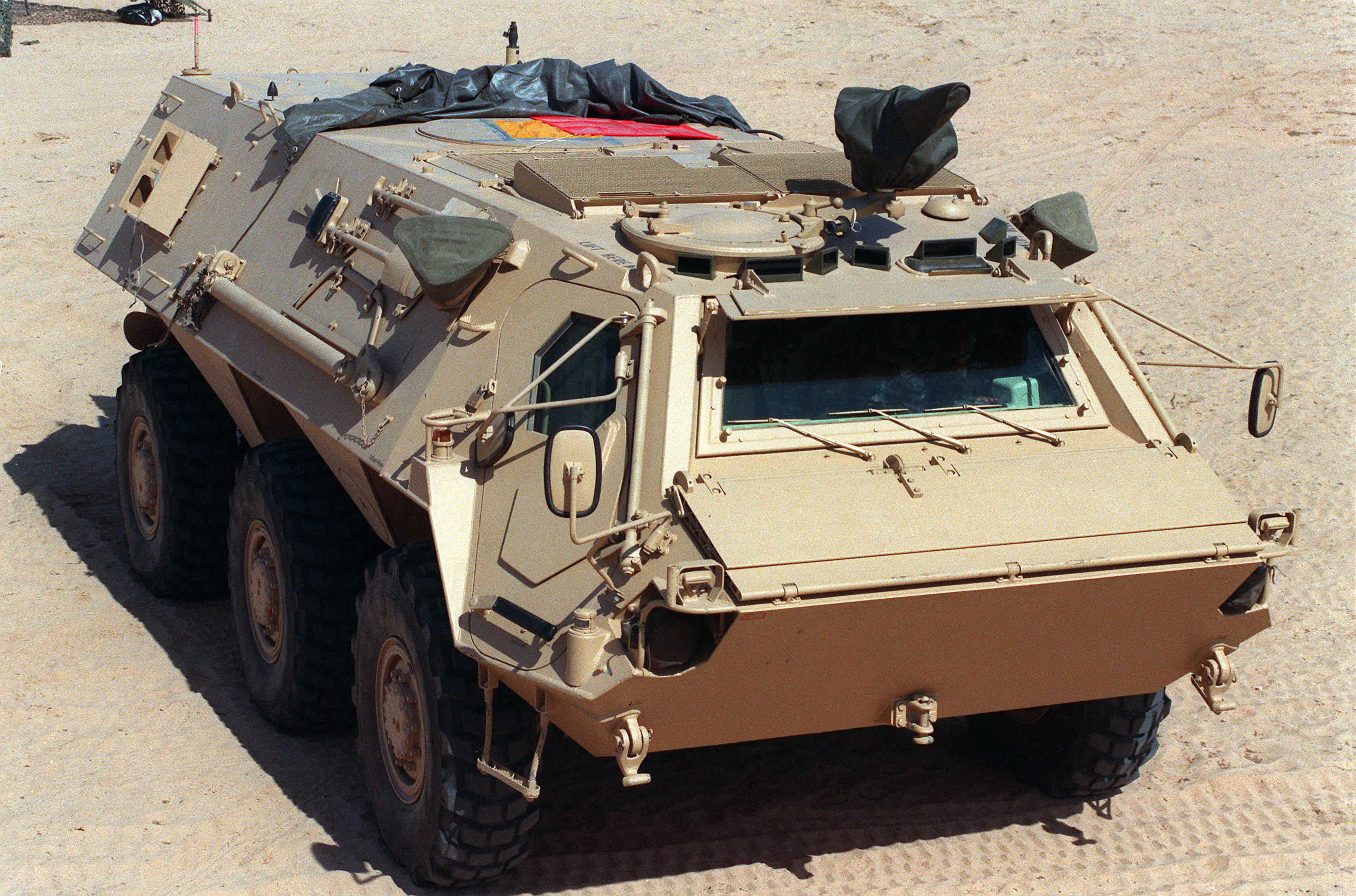
TPz 1 Fuchs хімічної і радіоактивної розвідки Армії США

Несучий панцирний корпус TPz 1 захищає екіпаж від ручної зброї, осколків набоїв, гранат. Для захисту від ЗМУ у кабіні спеціальна система створює надлишковий тиск, подаючи через фільтри по 3 м³ повітря щохвилини. Для переміщення по воді використовують для гребні гвинти. 12,7-літровий 8-циліндровий V-подібний дизель OM-400 потужністю 320 к.с. дозволяє на короткий час розвивати швидкість 130 км/год. При використанні в Боснії, Афганістані постало питання захисту від мін, саморобних вибухових пристроїв, для чого встановили систему Cassadian CG-12. З 2008 почали встановлювати додатковий навісний панцирний захист.

## Модифікації
- TPz 1 Fuchs — базова модифікація
- Машина управління FüFu — модифікація з розширеною системою зв'язку, генератором потужністю 5 кВт чи без нього
- TPz 1A1 EloKa «Peiler» — модифікація з системою радіоперехоплення та радіотехнічної розвідки KWS-RMB, оснащена 12-м щоглою з антенною системою для прийому радіосигналів в діапазоні частот 100 МГц — 40 ГГц[2]. Для точного визначення координат джерел радіосигналів передбачена можливість об'єднання в мережу до 4 — 5 таких машин[2].
- TPz 1 A8A2 SanBAT — модифікація санітарної амбулаторії для перевезення поранених: 4×лежачих чи 2×лежачі + 4×сидячі
- TPz 1A1A5 "Hummel — модифікація створення активних електромагнітних завад радіосигналам Hummel VHF JAMMER у діапазоні 20 — 80 мГц та 100—500 мГц.
- Машина електронної боротьби HELAS — модифікація для радіоелектронної боротьби.
- TPz 1A3/A6 SpürFuchs — модифікація для виявлення радіоактивного, біологічного, хімічного зараження території з мас-спектрометром GSP 3601 HF/VHF.
- RS PARA RASIT — модифікація самохідного артилерійського радара RASIT
- RS PARA RATAC — прототип з радаром RATAC
- TPz 1A7 — модифікація охорони аеропортів з вежею TS-15 з 20-мм гарматою і 7,62-мм кулеметом, посиленим захистом
- TPz 1A8 — модифікація 2008 з посиленим захистом проти мін, саморобних вибухових пристроїв[3]

### Fuchs II
Rheinmetall Landsysteme розробила подальшу модифікацію Fuchs 2 вагою 4-8 т, мотором потужністю 315 кВт, покращеним бойовим відділенням, цифровою електронікою, новою гальмівною системою. Захист побудовано по модульному принципу. Загальне компонування Fuchs 2 майже ідентичне оригінальному Fuchs.
Дах десантного відсіку піднятий на 145 мм для збільшення корисного об'єму, система вентиляції повітря також зазнала змін для поліпшення комфорту. Машина має нову ходову систему від Daimler Chrysler, завдяки чому вантажопідйомність зросла з 4 т до 9,4 т. Відповідно була посилена гальмівна система.
Заради зменшення собівартості машини та експлуатаційних витрат на машині за можливістю використані деталі звичайних комерційних вантажівок.
Двигун турбодизель MTU 6V 199 TE20 потужністю 425 к.с., який задовільняє вимоги Євро-3 за викидами. Трансмісія 6-ступенева повністю автоматична ZF 6 HP 602.
Встановлена повністю цифрова інформаційно-аналітична система спостереження за станом машини що відповідає стандарту CAN Standard SAE J 1939. Водій отримує інформацію про стан систем та виявлені несправності.
На вимогу замовників можлива інтеграція бортової інформаційної системи з додатковим обладнанням через шлюз.
Передні чотири колеса кермувальні. Можливе встановлення централізованої системи підкачування шин. Машина зберігає рухливість якщо одне колесо повністю спущене.
Максимальна повна бойова вага дорівнює 22 т, при цьому Fuchs 2 зберігає амфібійні властивості, у воді рухається завдяки двом гребним гвинтам виробництва фірми Schottel.
Озброєння залежить від поставлених задач. Типовим озброєнням служить дистанційно-керований бойовий модуль RLS 609.
За вимогою замовника на машину може бути встановлене додаткове обладнання: система колективного захисту проти зброї масового ураження, кондиціонер повітря, озброєння, захищені від здування шини, система автоматичного пожежогасіння, система внутрішнього та зовнішнього зв'язку, прилади нічного бачення для водія та командира, система навігації, додатковий електрогенератор, тощо.
Корпус та вікна стандартного Fuchs 2 надають захист від бронебійних набоїв калібру 7,62 мм. Шляхом встановлення додаткового пасивного захисту можливо забезпечити захист від бронебійних набоїв калібру 12,7 та 14,5 мм, уламків снарядів та поліпшити захист від мін. Також є модулі, що надають захист від 30 мм підкаліберних снарядів у лобовій проєкції.

## Оператори

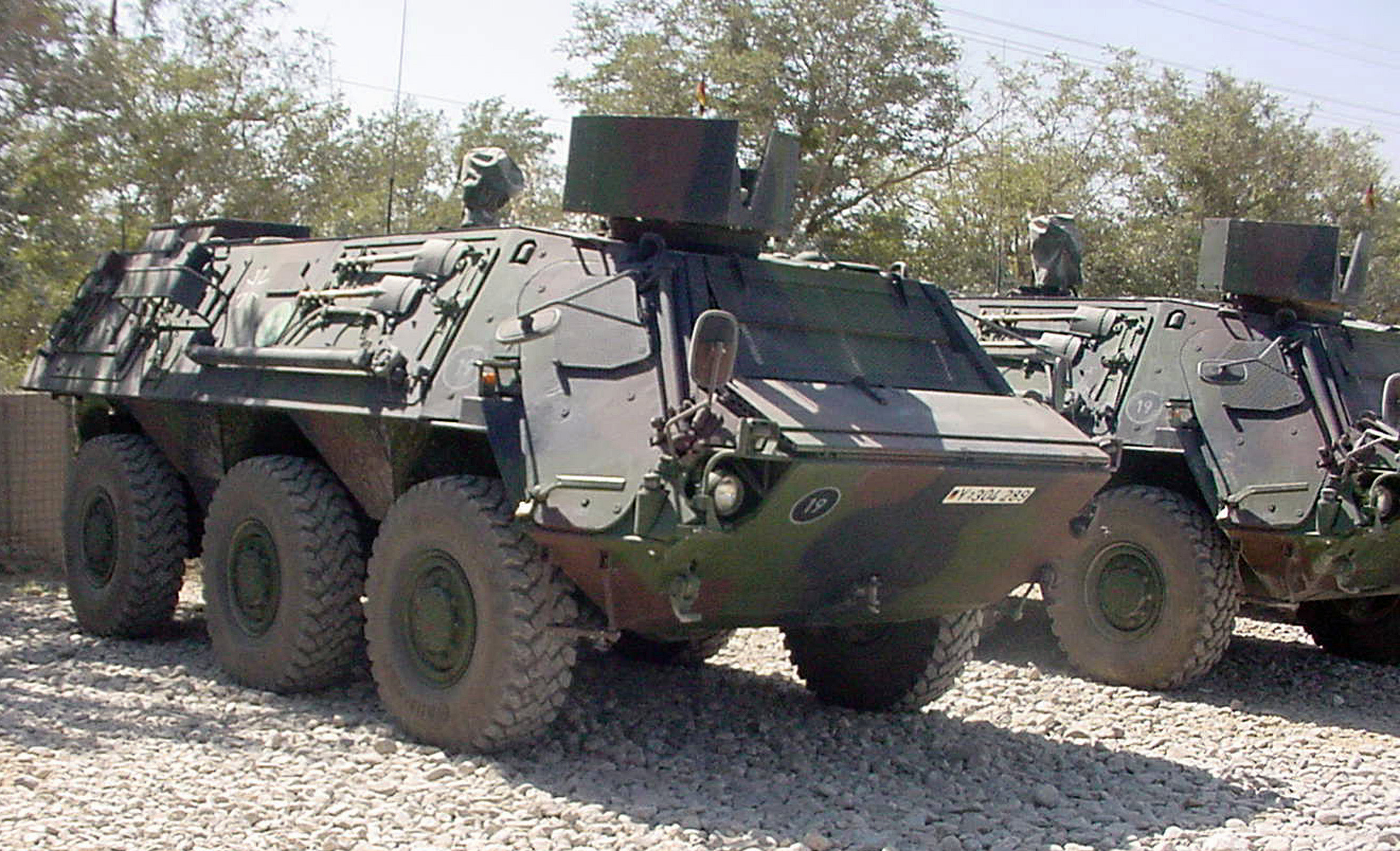
TPz 1A7 охорони аеропорту

Модифікація TPz 1A3/A6 хімічної і радіоактивної розвідки використовується в арміях США (Fox NBCRS, згодом M93A1), Великої Британії, Нідерландів, Туреччини, Саудівської Аравії, Кувейту, Венесуели, Ізраїлю, Норвегії, Алжиру. TPz 1 Fuchs використовувались в Іраку (2004).
- Німеччина — Бундесвер 825 машин (у різних варіантах та модифікаціях, станом на початок липня 2022 року)[5]
- США — Армія США (123) На базі SpürFuchs випускається M93 Fox i M93A1 Fox
- Велика Британія — Британська армія (SpürFuchs 11)
- Нідерланди — Збройні сили Нідерландів (HELAS 23). 1993
- Венесуела — Збройні сили Венесуели (10). 1983
- Саудівська Аравія — Збройні сили Саудівської Аравії (SpürFuchs 36). 1991
- Алжир — Збройні сили Алжиру (54). 2011. В Алжирі налагоджене виробництво/збирання Fuchs II. Контрактом з Rheinmetall Defense передбачене придбання 980 БТР Fuchs II[6]. Іще один контракт був укладений в 2018 році[1].

### Україна
2023 року у Rheinmetall заявили про плани виготовляти бронетранспортери на території України. 5 грудня 2023 року стало відомо, що виробництво в Україні може стати можливим з літа 2024 року для Fuchs та з літа 2025 року для Lynx.

## Література

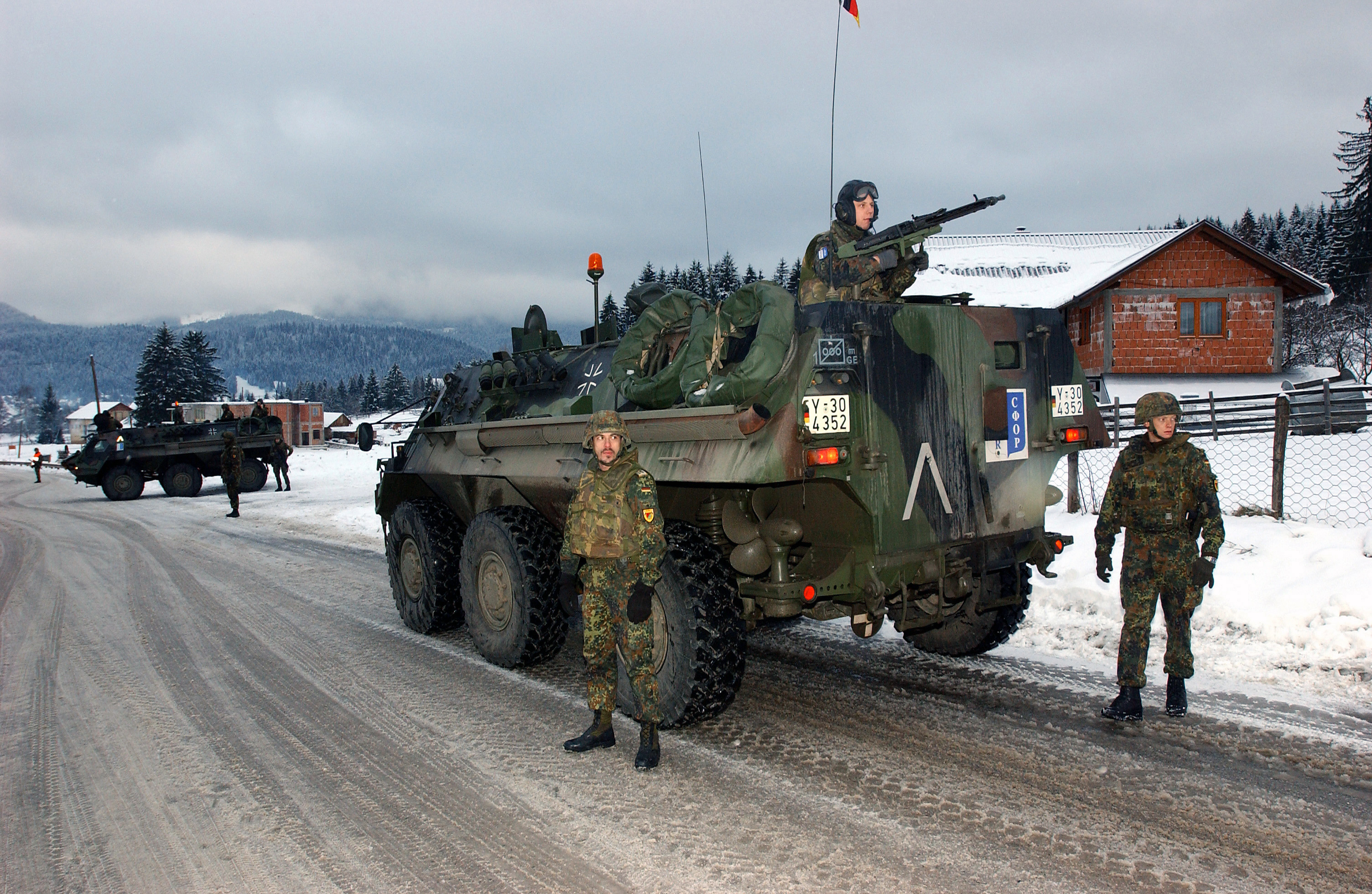
TPz 1 Fuchs в силах СФОР у Боснії

## Галерея

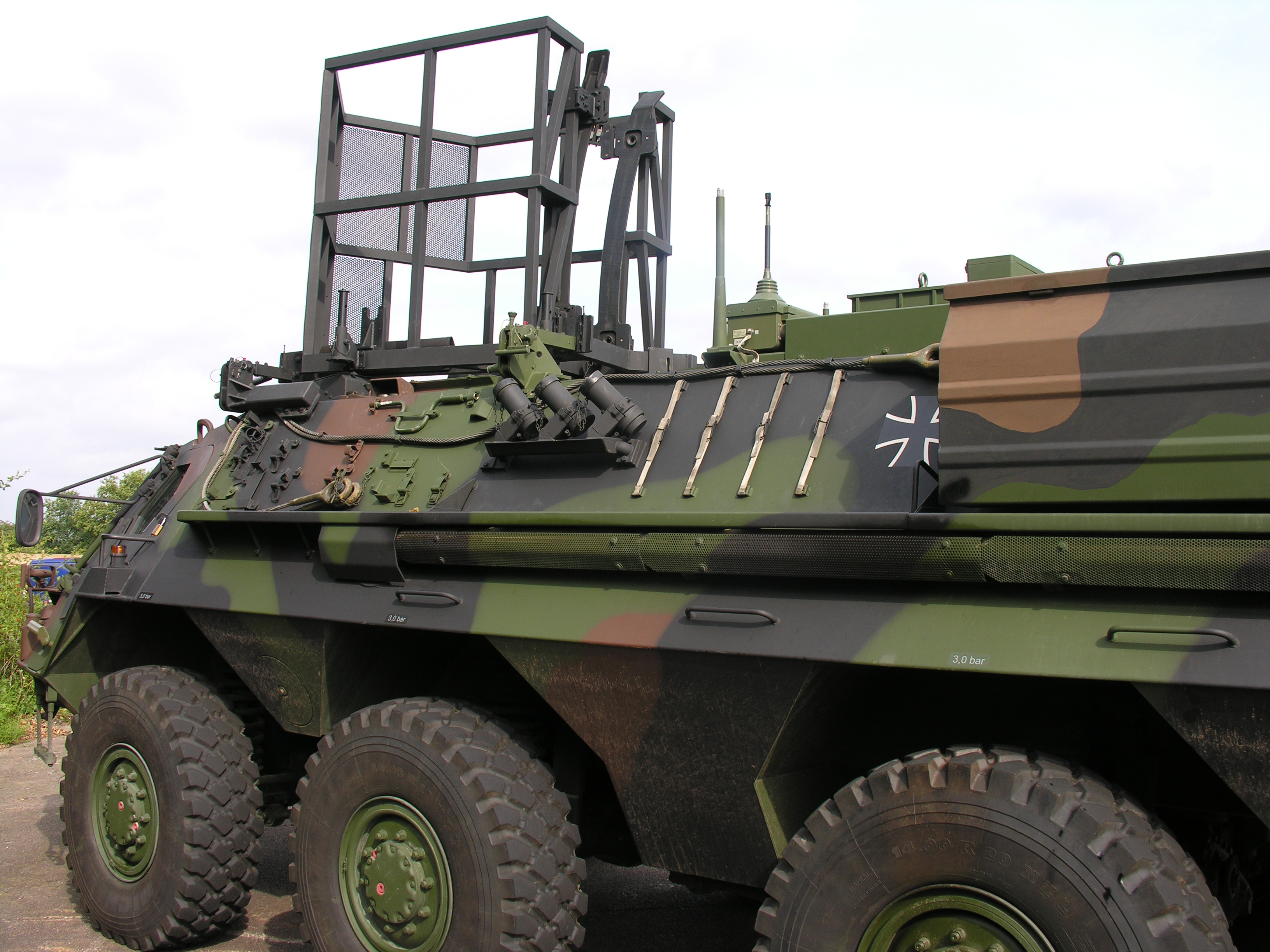
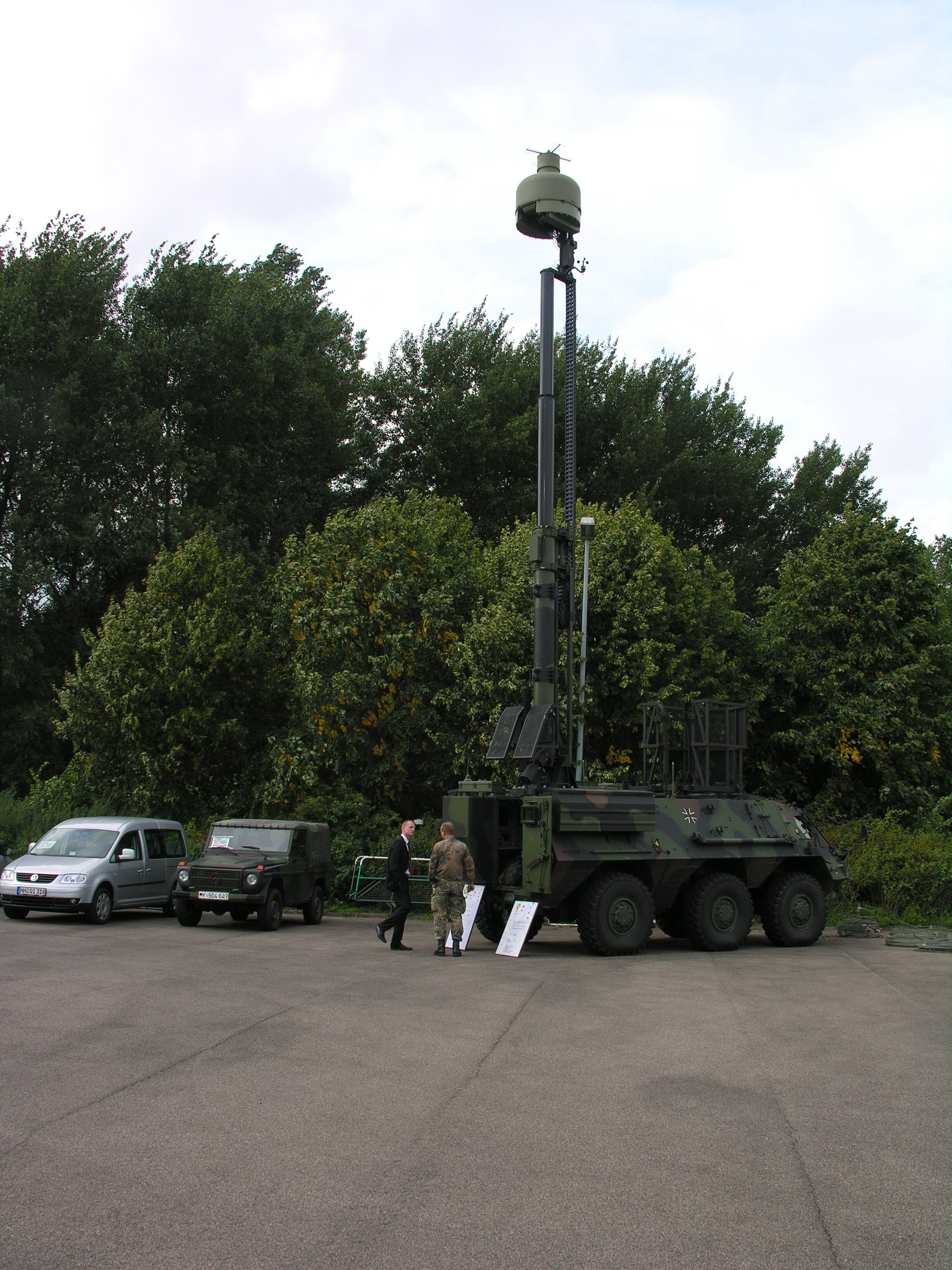
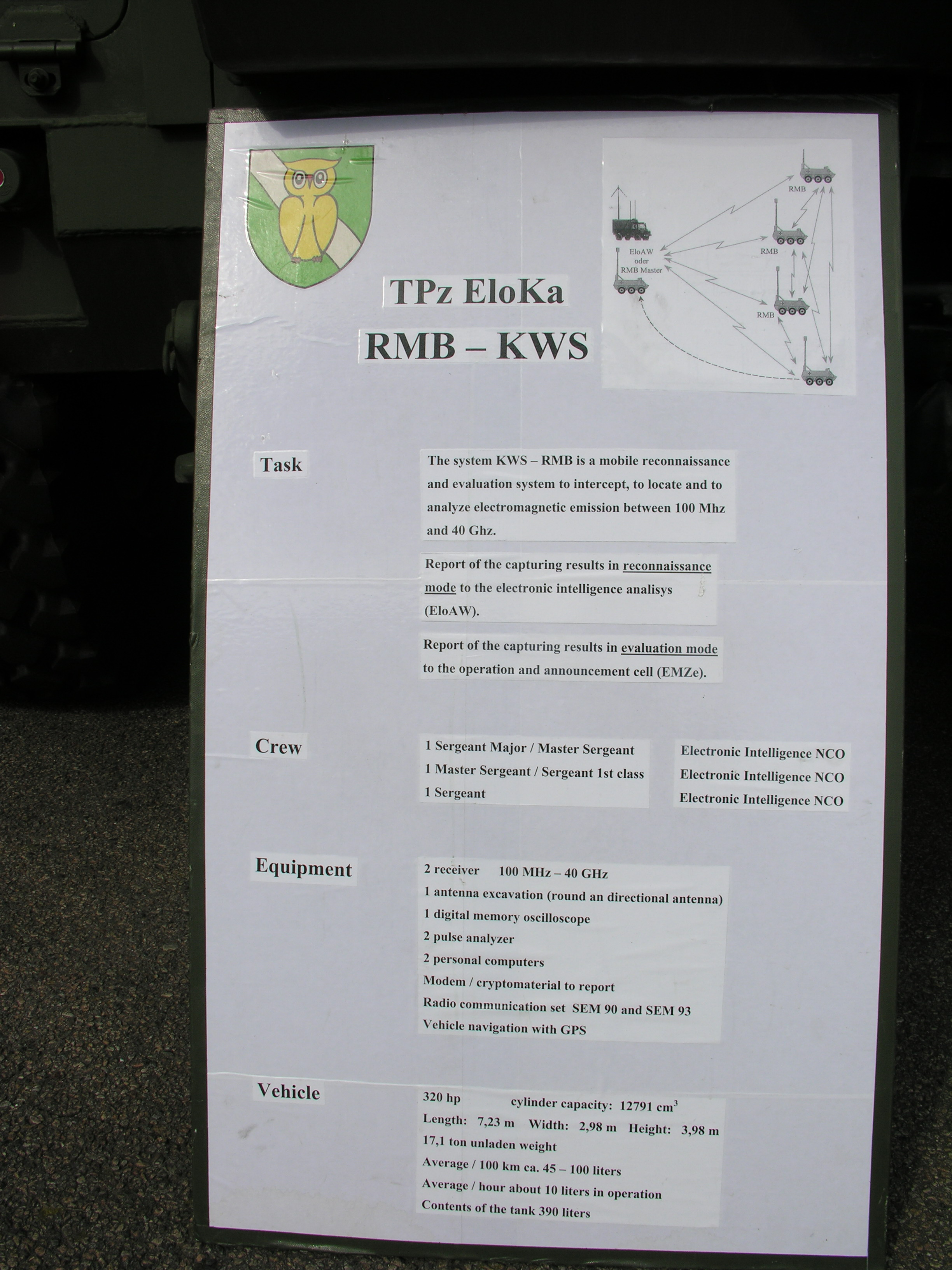
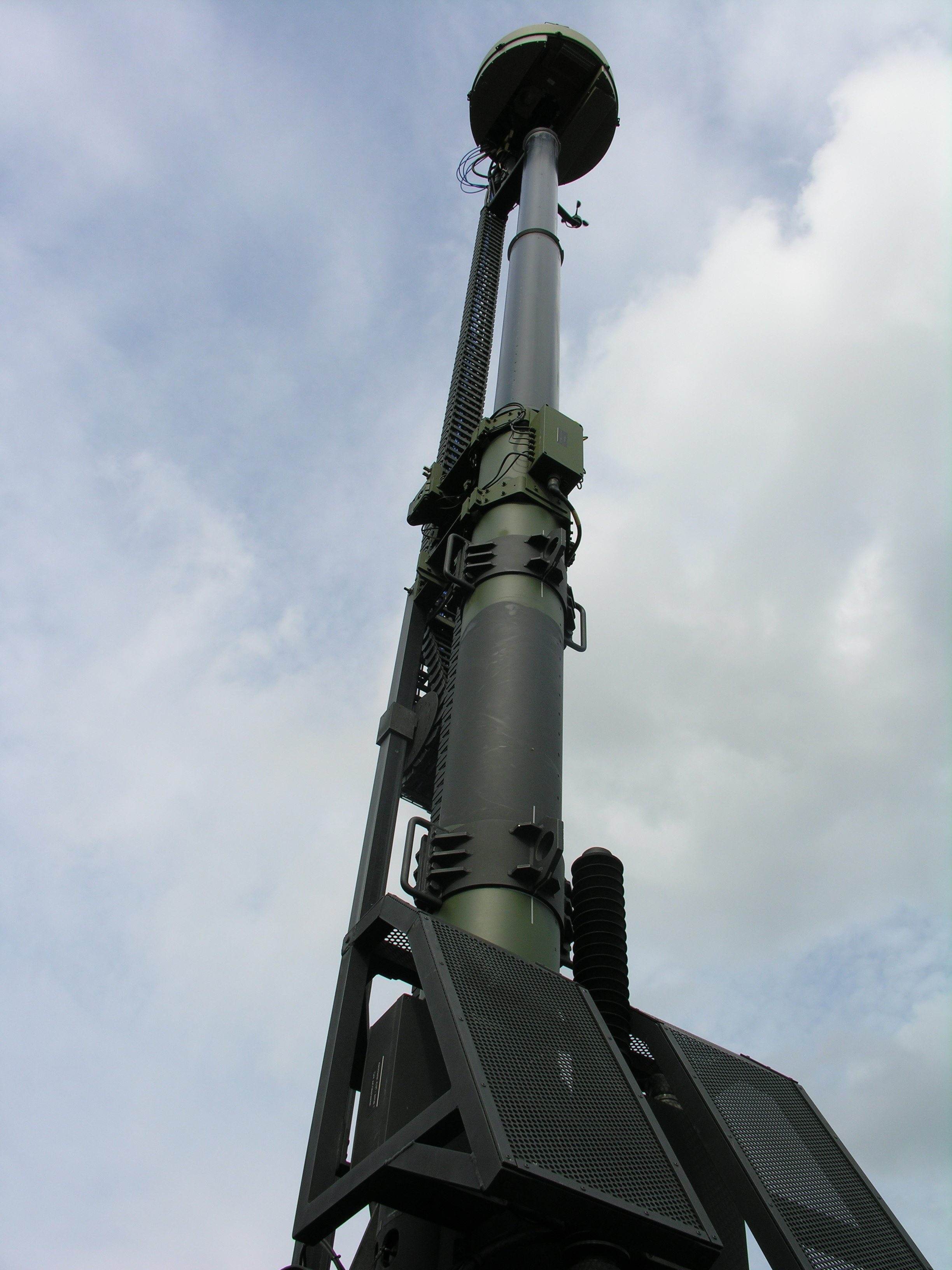
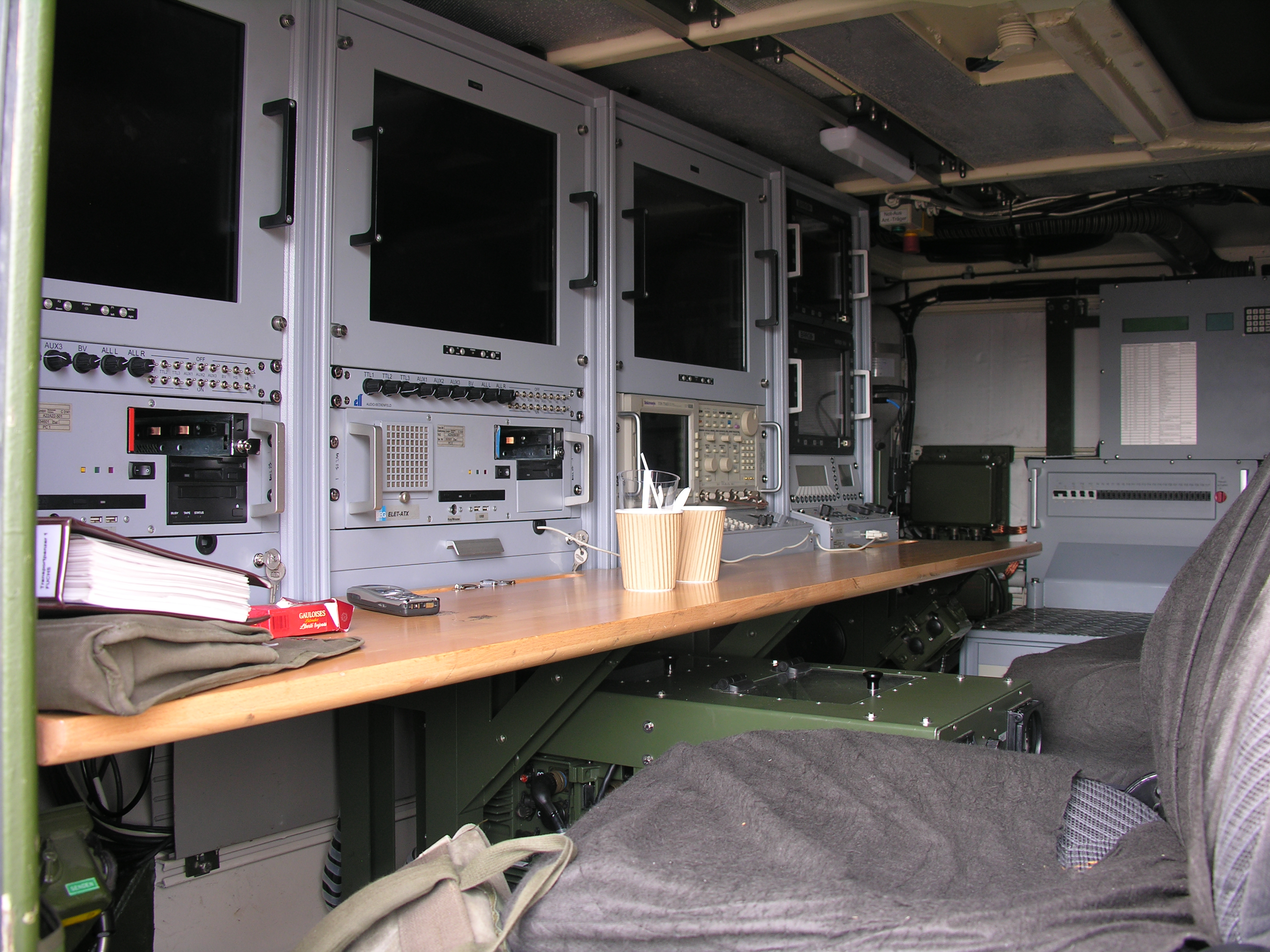

TPz 1A1 EloKa «Peiler»